# Josef Bauer (Politiker, 1915)
Josef Bauer (* 10. Juni 1915 in Wasserburg am Inn; † 15. Juli 1989 ebenda) war ein deutscher Politiker (CSU).

## Leben
Bauer, der römisch-katholischen Glaubens war, beendete seine Schulzeit 1932 mit der Mittleren Reife. Einer Molkereilehre (1932–1934) folgte bis 1937 eine kaufmännische Ausbildung und schließlich 1937 die Übernahme des elterlichen Molkereibetriebes J. Bauer. Von 1934 bis 1935 war er Offizier der Reichswehr und von 1939 bis 1945 Wehrmacht, zuletzt im Range eines Hauptmanns. 1946 bestand Bauer die Molkereimeisterprüfung. Er engagierte sich auch im Vorstand des Berufsverbandes der bayerischen Privatmolkereien und Käsereien und gehörte der Tarifkommission des Molkereigewerbes an. Er lebte in Wasserburg am Inn.
Am 4. November 1937 beantragte Josef Bauer die Aufnahme in die NSDAP und wurde rückwirkend zum 1. Mai desselben Jahres aufgenommen (Mitgliedsnummer 5.356.522). 1951 wurde Bauer Mitglied der CSU, ab 1953 war er Stadtrat in Wasserburg. Dem Deutschen Bundestag gehörte er von 1953 bis 1969 an. Von 1963 bis 1969 war er stellvertretender Vorsitzender der CSU-Landesgruppe in der CDU/CSU-Bundestagsfraktion. Er vertrat den Wahlkreis Altötting im Parlament. Von 1972 bis 1984 war er Mitglied des Kreistages im Landkreis Rosenheim, nachdem er zuvor von 1955 bis 1972 bereits dem Kreistag im Landkreis Wasserburg am Inn angehört hatte.
Von 1970 bis 1972 wirkte er als Landrat im Landkreis Wasserburg am Inn.

## Ehrungen
- 1963: Bayerischer Verdienstorden
- 1968: Verdienstkreuz 1. Klasse der Bundesrepublik Deutschland